# Tangara à ventre marron
Dubusia castaneoventris
Espèce
Statut de conservation UICN

 LC  : Préoccupation mineure
Le Tangara à ventre marron (Dubusia castaneoventris) est une espèce de passereaux appartenant à la famille des Thraupidae.

## Répartition
On le trouve en Bolivie et au Pérou.

## Habitat
Il vit dans les forêts humides subtropicales ou tropicales d'altitude.

### Delothraupis
- (en) Congrès ornithologique international : Dubusia castaneoventris dans l'ordre Passeriformes (consulté le 3 juin 2015)
- (en) Zoonomen Nomenclature Resource (Alan P. Peterson) : Thraupidae
- (en) UICN : espèce Delothraupis castaneoventris (Sclater, 1851) (consulté le 3 juin 2015)
- (en) NCBI : Delothraupis (taxons inclus)

### Delothraupis castaneoventris
- (en) Zoonomen Nomenclature Resource (Alan P. Peterson) : Delothraupis castaneoventris  dans Thraupidae
- (fr + en)  Avibase : Delothraupis castaneoventris (+ répartition)
- (en) NCBI : Delothraupis castaneoventris (taxons inclus)